# Saint-Geniès-de-Comolas
Saint-Geniès-de-Comolas este o comună în departamentul Gard din sudul Franței. În 2009 avea o populație de 1.843 de locuitori.

## Evoluția populației
| An        | 1975  | 1982  | 1990  | 1999  | 2006  | 2009  |
| --------- | ----- | ----- | ----- | ----- | ----- | ----- |
| Populație | 1.040 | 1.139 | 1.413 | 1.582 | 1.821 | 1.843 |